# Hastings Kamuzu Banda
Hastings Kamuzu Banda (c. 1898 — 25 de novembro de 1997) foi um político e líder do Malawi, um país da África Oriental, entre 1964 e 1994. Serviu como presidente e primeiro-ministro da sua nação, sendo considerado um dos ditadores mais notórios da África.
Educado no exterior, se considerava um nacionalista e anticolonialista, defendendo a independência do seu país do Reino Unido. Acabou mostrando tendências autocráticas logo no começo do seu governo e teve, já em 1964, que lidar com uma crise interna, suprimindo uma revolta dentro do seu gabinete. Apesar da perseguição a dissidentes e dos abusos de poder, sua posição anticomunista, no auge da Guerra Fria, lhe rendeu apoio do Ocidente. Sua administração foi por um lado bem progressista. Ele apoiava direitos das mulheres, presidiu sob um bom crescimento econômico, investiu bastante em infraestrutura e melhorou a qualidade da educação no seu país. Contudo, seu regime silenciava qualquer voz de oposição e Banda supervisionou um dos aparatos repressivos mais cruéis da África. Seu governo foi marcado por constantes abusos de direitos humanos, com milhares de oponentes políticos sendo presos e torturados. Estima-se que mais de 6 000 pessoas foram assassinadas ou torturadas durante seu regime, sem qualquer julgamento. Outras fontes estipulam que mais de 18 000 malauianos foram mortos no governo Banda. Com o passar dos anos, foi perdendo apoio internacional e mais tarde foi repudiado pelos países vizinhos por ter mantido relações com a África do Sul no período do apartheid.
Em 1993, a pressão internacional e uma série de protestos nas ruas do país forçaram o presidente Banda a mudar de postura. A economia entrou em recessão após o fim da Guerra Fria (que significou o fim do auxílio financeiro a Malawi) e a repressão a oposição começou a chamar a atenção e trazer condenação de todos os lados. Um referendo popular foi convocado ao final de 1993 e terminou com Hastings Banda perdendo praticamente todos os seus poderes. Ele renunciou ao posto de líder de Malawi no ano seguinte, em uma transição relativamente pacífica. Banda tentou, depois, concorrer a presidência por vias democráticas mas foi facilmente derrotado. Ele morreu na África do Sul em 1997, aos 99 anos. Apesar de ter sido preso e julgado, nunca foi condenado pelos crimes que cometeu.